# 羽入佐和子
羽入 佐和子（はにゅう さわこ、1948年 - ）は、日本の哲学者。お茶の水女子大学学長や、国立大学協会副会長、国立国会図書館長、文部科学省日本ユネスコ国内委員会副会長を歴任。

## 人物・経歴
神奈川県立横浜平沼高等学校を経て、1973年お茶の水大学文教育学部人文学科卒業。1982年同大学院博士課程修了、学術博士。1984年お茶の水女子大学文教育学部講師。1990年同助教授。1994年お茶の水女子大学大学院人間文学研究科教授。2005年お茶の水女子大学副学長兼附属図書館長。2006年第20期日本学術会議連携会員。2009年お茶の水女子大学学長。2013年国立大学協会副会長。2015年理化学研究所理事、文部科学省科学技術・学術審議会学術分科会長代理、横浜国立大学経営協議会委員。日本学術振興会賞審査会委員、日本学生支援機構運営評議会委員、筑波大学経営協議会委員等も務めた。2016年女性初の国立国会図書館館長に就任。同年文部科学省日本ユネスコ国内委員会副会長。2020年3月、国立国会図書館長を退職。のち、帝京大学先端総合研究機構特任教授、城西大学理事。2021年、瑞宝重光章受章。

## 著書
- 『ヤスパースの存在論 : 比較思想的研究』北樹出版, 1996.3
- 『思考のレシピ : 自分が自分であるために : 哲学からのヒント』ディスカヴァー・トゥエンティワン, 2014.6